# Maestro de pala
Maestro de pala es una película argentina cómica y erótica de 1994 dirigida por Emilio Vieyra y protagonizada por Tristán, Adriana Salgueiro, Alejandra Pradón y Tincho Zabala. Se estrenó el 18 de mayo de 1994 directamente para video (originalmente en formato VHS).

## Sinopsis
Un muchacho de barrio que trabaja sucesivamente como mozo de un bar, camarero de un cabaré y maestro de pala en una panadería es, por alguna inexplicable razón, irresistible para las mujeres, quienes lo buscan constantemente y no dejan de provocarle problemas o enredos que lo dejan constantemente sin empleo.

## Reparto
- Tristán ... Tristán
- Adriana Salgueiro ... Laura
- Alejandra Pradon ... Lulú
- Tincho Zabala ... Don Cornelio
- Ricardo Morán ... Pirulo
- Nelly Fontán ... Mimí
- Délfor Medina
- Silvana Pane